# Piper PA-22 Tri-Pacer
Piper PA-22 Tri-Pacer är ett amerikanskt högvingat allmänflygplan tillverkat av Piper Aircraft mellan år 1950 och 1964. Planet är utrustat med noshjul, men en version med sporrhjul finns tillverkades också under namnet Piper PA-20 Pacer. På grund av sitt noshjul som är enklare att starta och landa med såldes PA-22 i mångdubbelt fler exemplar än PA-20 vilket ledde till att produktionen av PA-20 lades ner år 1954 medan produktionen av PA-22 pågick i 10 år till. När produktionen slutade år 1964 hade det tillverkats 9 490 PA-22 och 1 120 PA-20.
Piper PA-22 tillverkades i många olika varianter med olika motorer, med Lycoming O-290 på 135 hk, Lycoming O-320 på 150 och 160 hk och en tvåsitsig version under namnet Colt med en Lycoming O-235 på 108 hk.